# الاحتجاجات الليبية 2020
حدثت احتجاجات 2020 الليبية بسبب عدة قضايا تشمل ضعف توفير الخدمات في عدة مدن ليبية، بما في ذلك المدن الخاضعة لسيطرة حكومة الوفاق الوطني في الغرب (طرابلس ومصراتة والزاوية) والخاضعة لسيطرة الجيش الوطني الليبي في الشرق (بنغازي) والجنوب (سبها) في ليبيا.

## أغسطس 2020
في 23 و24 أغسطس 2020 م، اندلعت احتجاجات في طرابلس ومصراتة والزاوية بسبب انقطاع الكهرباء والمياه ونقص الوقود وغاز الطهي ونقص السيولة وضعف الأمن ووباء كوفيد-19.
أطلقت القوات المسلحة المرتبطة بحكومة الوفاق النار على المتظاهرين، مما تسبب في وقوع إصابات. ذكرت وزارة الداخلية أن المتظاهرين لهم الحق في التظاهر السلمي وأن الوزارة فتحت تحقيقات جنائية في إطلاق النار. كما أعلنت قوة حماية طرابلس دعمها لحق المواطنين في تنظيم احتجاجات الشوارع. لقد دعت بعثة الأمم المتحدة للدعم في ليبيا إلى فتح تحقيق وانتقد وزير الداخلية فتحي باشاغا المسلحين، مشيرًا إلى استخدام الذخيرة الحية «عشوائيا»، وأن المسلحين خطفوا المتظاهرين و«بثوا الفزع بين السكان و[هددوا] الأمن والنظام العام».
رد رئيس الوزراء فايز السراج على الاحتجاجات بخطاب مطول، وإيقاف وزير الداخلية فتحي باشاغا، وإجراء تعديل وزاري. صار صلاح الدين النمرش وزيرًا للدفاع ومحمد علي الحداد من مصراتة قائدا للجيش.

## سبتمبر 2020
في 11 سبتمبر 2020، اندلعت احتجاجات على «ظروف المعيشة وانقطاع التيار الكهربائي» في بنغازي، وقد شملت حرق الإطارات وحواجز الطرق. استمرت الاحتجاجات في بنغازي يومي 12 و13 سبتمبر، وبدأت في البيضاء وسبها والمرج. أشعل متظاهرون في بنغازي النار في مبنى يستخدم كمقر رئيسي للسلطات المرتبطة بالجيش الوطني الليبي. قدمت حكومة الأمر الواقع المرتبطة بالجيش الوطني الليبي بقيادة عبد الله الثني استقالتها في 13 سبتمبر 2020 ردًا على الاحتجاجات.
في 13 سبتمبر، تظاهر مائتا متظاهر في طرابلس أمام المجلس الرئاسي احتجاجًا على سوء الأحوال المعيشية، وللمطالبة بإجراء انتخابات وإصلاح سياسي. اعترض المتحدثون في الاحتجاج على تعيين محمد بايو رئيسًا لمنظمة إعلامية تدعمها الدولة، زاعمين أنه يدعم خليفة حفتر.
في 16 سبتمبر، صرح فايز السراج، الرئيس ورئيس الوزراء في حكومة الوفاق الوطني، أنه سيستقيل من منصبه بحلول نهاية أكتوبر 2020.
في 21 سبتمبر، استمرت الاحتجاجات في بنغازي من قبل سكان المدينة للمطالبة بالديمقراطية ومعارضة الفساد وكذلك في 24 سبتمبر في سوق جمعة وطرابلس وزليتن ضد انقطاع التيار الكهربائي. هاجم أنصار حفتر متظاهري بنغازي وفُقد أحد المنظمين. تضمنت احتجاجات وقعت في 24 سبتمبر حواجز طرق وحرق إطارات.
في 23 سبتمبر، دعا احتجاج وقع في غريان إلى إجراء انتخابات بلدية في غريان.

## أكتوبر 2020
في 16 أكتوبر، انتقد احتجاج وقع في سبها حفتر لسوء الأحوال المعيشية في سبها والمنطقة الجنوبية بشكل عام، مستشهدًا بالسيطرة على إمدادات الوقود ونمو السوق السوداء وإغلاق مطار سبها.
نُظر على نطاق واسع إلى الاحتجاجات والإضرابات على مستوى البلاد مع حدوث أعمال شغب واعتبر المعلقون المجهولون البلاد معرضة لخطر ثورة.[من؟] وبين 19 و20 أكتوبر، وقعت احتجاجات وأعمال شغب ضد الحكومة مع عدم وجود الشرطة ولكن بعد ذلك، قامت شرطة مكافحة الشغب بفض الاحتجاجات في طبرق واشتبكت مع محتجين في بنغازي. وقعت مظاهرات سلمية في جميع أنحاء ليبيا بين 22 و27 أكتوبر وأدت إلى إطلاق نار وقمع. تم تنظيم حركة مناهضة لفرنسا وحركة مناهضة للحكومة لمدة يومين في طرابلس.[بحاجة لمصدر]
شهدت الإضرابات ضد انقطاع التيار الكهربائي حضور المئات في 29 و30 أكتوبر. كما قوبلت بالغاز المسيل للدموع والرصاص المطاطي. وقعت أعمال شغب في 29 أكتوبر من قبل العمال وانتهت باشتباكات عنيفة. كانت الإضرابات العامة الأسوأ منذ أغسطس. وفقًا لوسائل الإعلام الليبية المحلية، فقد كانت بنغازي وسرت من المناطق التي شهدت اضطرابات.[بحاجة لمصدر]
في 30 أكتوبر 2020، ألغى فايز السراج قراره بالاستقالة.

## الوفيات والإصابات
دلعت أعمال الشغب والاحتجاجات في ليبيا الأمم المتحدة[من؟] ومنظمة العفو الدولية تعربان عن «القلق البالغ». استقالت الحكومة المنافسة لخليفة حفتر ولكن استقالتها رفضت في 19 أكتوبر ولم تُقبل. ووفقًا لشبكة سي إن إن، وقعت ما لا يقل عن 4 وفيات، وأفاد شهود عيان أن الدماء سالت في شوارع بنغازي. تم الإبلاغ عن 13 إصابة في أكتوبر وحده من قبل وسائل الإعلام الليبية والمعارضة.[بحاجة لمصدر]

## تسمية ثورة، والمخاوف من ثورة
تم إطلاق هتافات الثورة في شوارع مصراتة مع دخول الشرطة المرحلة الحرجة من الاحتجاجات. أدانت كل من منظمة العفو الدولية والولايات المتحدة الأمريكية والاتحاد الأوروبي الاحتجاجات[محل شك] وطالبت المحتجين بالتزام الهدوء. اندلعت المخاوف من اندلاع ثورة بعد سماع شعار «الثورة الليبية» و«الله أكبر» خلال إطلاق نار في اشتباكات وقعت في أوائل سبتمبر. لقد وصفت وسائل الإعلام الدولية والعالم الغربي الاحتجاجات بشكل متكرر بـ«الانتفاضة ضد الرئيسين حفتر والسراج» أو «ثورة النصر» بعد استقالة الحكومة المدعومة من الشرق. هناك شعار شعبي آخر الشعب يريد إسقاط النظام سُمع في جميع أنحاء الجنوب الليبي بعد احتجاجات على ظروف المعيشة السيئة.